# 喬伊斯角
67°42′S 65°23′W / 67.700°S 65.383°W
喬伊斯角（英語：Choyce Point），是南極洲的海岬，位於葛拉漢地的鮑曼海岸，處於滕特冰原島峰西南面6公里，以氣象學家命名，現時由南極條約體系管理。